# Bongsan-myeon, Gimcheon
Bongsan-myeon (koreanska: 봉산면) är en socken i den centrala delen av Sydkorea, 180 km sydost om huvudstaden Seoul. Den ligger i kommunen Gimcheon i provinsen Norra Gyeongsang. 